# 静岡県道299号渋川都田停車場線
静岡県道299号渋川都田停車場線（しずおかけんどう299ごう しぶかわみやこだていしゃじょうせん）は静岡県浜松市浜名区を通る県道である。

## 概要

### 路線データ
- 陸上距離：20.1km
- 起点：浜松市浜名区引佐町渋川（静岡県道47号引佐六郎沢線交点）
- 終点：浜松市浜名区都田町（天竜浜名湖鉄道都田駅）

## 歴史
- 1960年4月1日 認定

## 重複区間
- 静岡県道359号長沢田沢線（浜松市浜名区引佐町西久留女木 - 浜松市浜名区引佐町西久留女木） (1.7km)
- 静岡県道68号浜北三ヶ日線（浜松市浜名区引佐町東久留女木 - 浜松市浜名区四大池） (1.6km)
- 国道362号（浜松市浜名区都田町・藤渕橋交差点 - 浜松市浜名区都田町） (0.3km)

## 地理

### 通過する自治体
- 静岡県
  - 浜松市（浜名区）

## 接続路線
- 静岡県道47号引佐六郎沢線
- 静岡県道359号長沢田沢線
- 静岡県道68号浜北三ヶ日線
- 国道362号